# Luis Bernardo Oyarzún
Luis Bernardo Oyarzún (Los Muermos, Chile, 20 de julio de 1963) es un artista visual chileno, de arte contemporáneo. Ingresó a estudiar arte en la Facultad de Artes de la Universidad de Chile en 1982, de donde se graduó con mención en grabado en 1986, y pintura en 1988.

## Trayectoria
Luego de egresar de la universidad Oyarzún no cuenta con una participación relevante dentro de la escena artística chilena, dedicándose más bien al trabajo en diseño y publicidad en agencias privadas. El cambio se produce en 1998 producto de una anécdota que vive el artista un año atrás: mientras va caminando por una avenida es detenido por la policía bajo el cargo de "detención por sospecha", producto de sus rasgos indígenas, y es llevado a un careo con víctimas de un delito, quienes finalmente no lo reconocen como victimario y es dejado en libertad. Este evento lo afecta de sobremanera, porque está a punto de ser procesado como delincuente, tanto así, que debe recurrir a ayuda psicológica.

## Obra
La obra  Bajo Sospecha, surge un año más tarde y consiste en su propio retrato aramdocomo prontuario policial y un retrato hablado de la policía que lo sitúa como el sospechoso; y una segunda parte en la que presenta un grupo de retratos de sus parientes bajo el rótulo de "la parentela", que es la manera en la que la policía se refiere a la familia de los acusados. Esta muestra es el inicio de una presencia potente en la escena chilena, basada en la reflexión de sus propios datos biográficos como constituyentes de su identidad.
En todas sus obras es posible rastrear este elemento biográfico y reflexivo. En Proporciones de Cuerpo Utiliza su propio cuerpo desnudo como canon de proporciones siguiendo el esquema de Vitrubio de Leonardo da Vinci(2003) en otra parte hace referencia las burlas que debió sufrir cuando niño por su apariencia, enfrentando los sobrenombres que le ponían ("negro curiche", "sartén de vaquero", kunta-kinte", etc.) con los retratos de barrio como contexto y estudio del rostro chileno mestizo, la obra será un estudio antropológico del cuerpo y el rostro del chileno. Obras como Fetiche (2006) y Cosmética (2008) nacen de otra anécdota: en una bienal de arte indígena en la que participaba se le acerca una periodista quien le dice "tu debes ser Bernardo Oyarzún, pues eres el más feo". Cuando Oyarzún le pide explicaciones ésta le responde que, no sabiendo cual era él, le pregunto a un funcionario quien le dijo que Oyarzún era el " ese indio feo que esta ahí". En estas obras el artista reproduce su imagen, en Fetiche repetido como múltiples estereotipos en figuritas de yeso, y en Cosmética embelleciéndose, según los parámetros inducidos en el chileno, en autorretratos fotográficos gracias a Photoshop.
En las obras de Oyarzún se aprecia indistintamente el usos de recursos como la fotografía, la instalación y el vídeo, siempre prestando mucha atención en la presentación. Su trabajo ha ganado reconocimiento tanto en Chile como en el extranjero, siendo invitado a varias muestras internacionales, como la Bienal de Shanghái o la próxima Bienal de La Habana

### Exposiciones individuales
- 2008 - Imitación, Casa de la Cultura de Cauquenes
- 2008 - Cosmética (Galería AFA, Santiago de Chile)
- 2007 - Teleserie : Mal de ojo, Las apariencias engañan, (Galería Metropolitana, Santiago de Chile)
- 2007 – Paisaje Rural , (Hospital Sotero del Río , Santiago de Chile)
- 2006 - Campos de Luz, (Galería AFA, Santiago de Chile)
- 2005 - Eco Sistema, (Universidad de Talca, Talca)
- 2005 - Eco Sistema, (Galería Gabriela Mistral, Santiago de Chile)
- 2003 - Trabajo Forzado, (Galería Animal. Santiago de Chile)
- 2003 - Proporciones de Cuerpo, (Galería Matucana 100, Santiago de Chile)
- 1999 - Photho Album, (Galería Gabriela Mistral, Santiago de Chile)
- 1998 - Bajo Sospecha, (Galería Posada del Corregidor, Santiago de Chile)

### Participaciones internacionales
- 2017 - 57.ª Bienal de Venecia, Italia[4]
- 2009 - 10.ª Bienal de La Habana, Cuba.
- 2008 - Lo Spazio dell Uomo : Fondazione Merz , Turín , Italia
- 2007 - Tercera Bienal de Valencia, Encuentro entre dos mares, Bienal de Sao Pablo – Valencia.
- 2007 - OFF/FÓ RA 29 Bienal de Pontevedra, Buenos Aires, Argentina
- 2006 - OFF/FÓ RA 29 Bineal de Pontevedra, Galicia, España
- 2006 - XIV versión Feria Arte BA, Buenos Aires, Argentina
- 2005 - Parking Time, 1995-2005 Contemporary Art from Chile Jack S. Blanton Winter of Art , USA
- 2004 - « Pasaporte » Bienal de Shanghái
- 2004 - VIII Bienal Internacional de Pintura, Cuenca, Ecuador.
- 2003 - Backyard, The Americas Society Gallery, Nueva York
- 2003 - Bienal de Praga 1, peripheries become the center, Praga
- 2001 - II Salón Internacional de Arte, SIART 2001, Bolivia